# Jeruzalemsko kraljestvo
Jeruzalemsko kraljestvo je bilo krščansko kraljestvo, ustanovljeno na Bližnjem vzhodu  (Levantu) leta 1099 po prvi križarski vojni. Obstajalo je nekaj manj kot dvesto let, do leta 1291, ko so mameluki osvojili njegovo zadnjo trdnjavo Akko. 
Na začetku je bilo kraljestvo komaj kaj več kot ohlapna zveza mest in vasi, ki so jih osvojili križarji na svojem prvem pohodu. Mnogo se je razpravljalo o tem, ali naj bo kraljestvo posvetna ali teokratska država pod papeževo oblastjo. Zmagali so zagovorniki posvetnega kraljestva in državo so organizirali  po vzoru zahodnoevropskih monarhij, s katerimi so imeli tesne politične in družinske zveze. V primerjavi z evropskimi kraljestvi je bilo relativno majhno in pogosto mu je primanjkovalo finančne in vojaške podpore Evrope. Kraljestvo je bilo tesno povezano z bližnjim armenskim kraljestvom v Kilikiji in Bizantinskim cesarstvom. Obe zvezi sta pomembno vplivali na orientalizacijo zahodnjakov. 
Na višku svoje moči se je kraljestvo raztezalo od današnjega Libanona na severu do Sinajske puščave  na jugu, na vzhod pa v današnjo Jordanijo in Sirijo. Ozemlje so poskušali razširiti tudi v Egipt, kateremu so vladali Fatimidi. Jeruzalemski kralji so imeli delno oblast tudi v drugih križarskih državah: v grofijah Tripoliju in Edesi ter v kneževini Antiohiji.
Muslimani se za kraljestvo na začetku niso preveč zanimali, v 12. stoletju pa je zanimanje zanj začelo rasti. Obudili so idejo svete vojne – džihada, se začeli združevati in ponovno osvajati izgubljena ozemlja. Saladin je leta 1187 osvojil Jeruzalem in do konca 13. stoletja se je kraljestvo postopoma zmanjšalo na ozek pas ozemlja ob sredozemski obali, ki ga je obvladovalo nekaj utrjenih mest. To obdobje se večkrat omenja kot »Kraljestvo Akka«. Kraljestvu je vladala dinastija Lusignanov s Cipra, ki je imela trdne zveze s Tripolijem, Antiohijo in Armenijo. V kraljestvu so imele velik vpliv tudi italijanske mestne države, predvsem Beneška republika, Pisa in Genovska republika in ne nazadnje tudi cesarji Svetega Rimskega cesarstva.
Sosednja muslimanska ozemlja so se v tem času združila pod Ajubidi in kasneje pod Mameluki iz Egipta. Kraljestvo je kmalu postalo šahovska figura tako v političnem kot v vojaškem smislu. Sredi 13. stoletja so na Bližnji vzhod začeli vdirati Horezmijci in Mongoli, vse preostale križarske trdnjave pa sta osvojila mameluška sultana al-Ašraf Halil in Bajbars. Zadnja je leta 1291 padla Akka.

## Ustanovitev in zgodnja zgodovina
Prvo križarsko vojno je napovedal papež Urban II. na cerkvenem koncilu v Clermontu leta 1095. Prvi cilj vojne je bil pomagati Bizantinskemu cesarstvu proti invaziji seldžuških Turkov. Zelo kmalu se je pridružil še drugi: osvoboditev Svete dežele izpod muslimanske oblasti. 
Jeruzalemsko kraljestvo je nastalo po prihodu križarjev junija 1099, še pred osvojitvijo  Jeruzalema. Vanj je bilo vključenih nekaj okoliških mest: Ramla, Lydda, Betlehem in še nekaj drugih. Jeruzalem so križarji osvojili [15. junija in takoj zatem so se začela prerekanja, kdo bo vladar osvojenega ozemlja. Najprimernejša kandidata sta bila Godfrej Bouillonski, vojvoda Spodnje Lorene, in grof Rajmond IV. Touluški. 
Nihče izmed kandidatov ni hotel biti kronan z zlato krono za kralja mesta, v katerem je Kristus nosil krono iz trnja. Rajmond je s tem morda hotel pokazati nekaj pobožnosti, istočasno pa je upal, da bodo plemiči izbrali prav njega. Godfrej je bil med križarji bolj priljubljen in izvolitev za posvetnega vladarja ni škodovala niti njegovi pobožnosti niti ugledu. Po Godfrejevi izvolitvi za kralja 22. junija 1099 je razdraženi Rajmond s svojo vojsko odšel iz mesta. Ustanovitev kraljestva in Godfrejev ugled je podkrepil poraz egipčanske vojske v bitki pri Aškelonu 12. avgusta istega leta. Spori med Rajmondom in Godfrejem so se nadaljevali in preprečili, da bi križarji osvojili tudi sam Aškelon. 
Na začetku je bilo tudi mnogo negotovosti o načinu vladanja: nekateri križarji in papeški legat Dagobert iz Pise so bili leta 1100 mnenja, da mora biti kraljestvo teokratsko s papežem na čelu. Vzpostavljena je bila katoliška cerkvena hierarhija, ki je zamenjala Vzhodno pravoslavno in Sirijsko pravoslavno oblast. V Jeruzalemu so postavili latinskega patriarha in mnogo volilnih nadškofov in škofov. Viljem iz Tira pravi, da je Godfrej Dagoberta podprl. Godfrej je namreč upal, da se bo križarska vojna nadaljevala z osvojitvijo Egipta, potem pa bi  teokratsko kraljestvo v Jeruzalemu zamenjal s posvetnim kraljestvom v Kairu. V Jeruzalemu se je med njegovo kratko  vladavino poleg cerkvene vzpostavilo tudi nekaj posvetne oblasti. Godfrej je razširil meje kraljestva, tako da je osvojil Jaffo, Haifo in Tiberias, mnoga druga mesta pa je prisilil v plačevanje  davkov. V državi je postavil temelje vazalnega sistema, ustanovil Kneževino Galilejo in Grofijo Jaffo, nekateri pa mu pripisujejo tudi prvo pisno zakonodajo.
Godfrej je leta 1100 zaradi bolezni umrl. Za naslednika so izvolili njegovega brata Baldvina Boulonjskega, čeprav je izvolitvi nasprotoval Dagobert, ki je medtem postal latinski patriarh. Baldvin je zagovarjal posvetno monarhijo po zahodnoevropskem zgledu in se kar sam okronal za kralja Jeruzalema, ker ga Daimbert ni hotel kronati. Ceremonija je zaradi tega potekala v Betlehemu in ne v Jeruzalemu. 
Baldvin je kraljestvo še bolj razširil: zavzel je pristaniško mesto Akko (1104), Bejrut (1110) in Sidon (1111) in svojo suverenost razširil na križarske države na severu: Grofijo Edeso, ki jo je sam ustanovil, Kneževino Antiohijo, po osvojitvi Tripolija leta 1109 pa še na Grofijo Tripoli. Uspešno se je upiral vdorom Fatimidov iz Egipta ter atabegov iz Damaska in Mosula na severozahodu. Po manjšem križarskem pohodu leta 1101 se je število latinskih prebivalcev kraljestva povečalo, vedno večjo vlogo pa so igrale tudi italijanske mestne države Benetke, Pisa in Genova. Njihova ladjevja so sodelovala pri osvajanju pristanišč, v zameno pa so dobile trgovske olajšave. V Jeruzalemu so se ponovno začeli naseljevati Franki, po vojnem pohodu preko reke Jordan leta 1115 pa tudi prvotni kristjani. Kraljestvo nikoli ni prebolelo svoje geografske izolacije od Evrope niti ni pomaknilo svojih meja proti vzhodu, da bi se laže branilo. Kraljestvo je bilo ves čas svojega obstoja omejeno na ozek pas ozemlja med Sredozemskim morjem in reko Jordan. Ozemlja izven teh meja so bila stalen predmet vojaških pohodov in spopadov. 
Balduin je ob svojem prihodu v Jeruzalem poročen z Armenko Ardo. Kmalu je ugotovil, da v Jeruzalemu ne potrebuje armenske podpore, ki jo je še kako potreboval v Edesi, zato se je leta 1113 bigamno poročil z Adelaido del Vasto, regentko Sicilije. Leta 1117 so ga prepričali, da se je ločil. Rogerij II. Sicilski, Adelaidin sin iz prvega zakona, Jeruzalemu tega nikoli ni odpustil in mu je zato več desetletij odrekal prepotrebno podporo svojega ladjevja.  
Balduin je leta 1118 med vojaškim pohodom na Egipt  umrl brez naslednika. Krono so ponudili njegovemu bratu Evstahiju III. Boulonjskemu, ki je spremljal Baldvina in Godfreja na križarskem pohodu. Evstahija krona ni zanimala in je zato prešla na Baldvinovega sorodnika, verjetno bratranca, Baldvina Bourškega, ki je pokojnega Baldvina pred tem že nasledil kot grof Edese. 
Tudi Baldvin II. je bil sposoben vladar, ki se je uspešno upiral Fatimidom in Seldžukom. Kljub temu, da je bila Antiohija po bitki na ager sanguinis (krvavem polju) leta 1119 močno oslabljena, so križarske države pod njegovim poveljstvom leta 1125 izvojevale pomembno zmago v bitki pri Azazu. 
V času njegovega vladanja sta bila ustanovljena prva viteška redova: templjarji in  ivanovci. Leta 1120 so bili na koncilu v Nablusu sprejeti najstarejši ohranjeni pisani zakoni kraljestva. Leta 1124 je bila podpisana prva trgovska pogodba z Benetkami, imenovana Pactum Warmundi. Povečana pomorska in vojaška podpora Benetk je pripomogla, da je bil še istega leta osvojen Tir. Vpliv Jeruzalema se  je razširil tudi na Edeso in Antiohijo – Baldvin II. je bil celo regent, ko so njihovi vladarji padli v bitkah. Baldvinovi hčerki Hodierna in Alice sta bili poročeni z grofom Tripolija oziroma knezom Antiohije, najstarejša hči Melisenda pa naj bi bila njegova naslednica. Po Baldvinovi smrti leta 1131 je skupaj z možem Fulkom II. Anžujskim kot sokraljem prav ona nasledila jeruzalemsko krono.

## Življenje v zgodnjem kraljestvu
Število latinskih prebivalcev Jeruzalema a je bilo vedno majhno, kjub stalnemu dotoku novih naseljencev in križarjev, ker je večina udeležencev  prvega križarskega pohoda je po končani vojni preprosto odšla domov. Viljem iz Tira je leta 1100 med Godfrejevim obleganjem Arsufa zapisal: »Najdemo lahko komaj tri sto vitezov in dva tisoč vojakov«. Latinci so bili na začetku peščica nekakšnih kolonialistov, ki so vladali mnogo številčnejšim tamkajšnjim  muslimanom, Grkom in Sirijcem.
Jeruzalem je počasi postal »Outremer«, se pravi »prekmorski« in potomci priseljencev sebe niso več imeli za priseljence, ampak za domačine. Čeprav so njihovo jedro še vedno tvorili zahodnoevropski Franki, je postajal njihov način oblačenja, prehranjevanja in trgovanja, predvsem zaradi vpliva Bizantincev, vedno bolj orientalski. Kronist Fulcher iz Chartresa je leta 1124 zapisal: 
Iz nas, ki smo bili zahodnjaki, so naredili vzhodnjake. Bizantinec ali Frank sta se v  tej deželi spremenila  v Galilejca  ali Palestinca, meščani Reimsa in Chartresa so postali meščani Tira in Antiohije. Na rojstne kraje smo že pozabili. Za mnoge so ti kraji neznani in jih zato nič več ne omenjajo.
Mnogo križarjev in njihovih potomcev se je naučilo grščine, arabščine in drugih orientalskih jezikov in se poročilo s tukaj rojenimi kristjani, pa tudi z Grki, Sirci in Armenci, nekateri celo s spreobrnjenimi muslimani. Frankovske kneževine so kljub temu ostale oddaljene evropske kolonije v osrčju islama. 
Fulcher iz Chartresa, udeleženec prvega križarskega pohoda in spovednik Baldvina II. je pisal  svojo kroniko vse do leta 1127. Kronika je bila zelo priljubljena in je bila bogat vir podatkov za zgodovinarje na zahodu, na primer Orderika Vitalisa in Viljema iz Malmesburyja.
Do konca 12. stoletja je v kraljestvo prišlo tudi mnogo romarjev, ki so v Evropi poročali o dogajanju na Vzhodu. Med njimi so bili Anglež Seawulf, ruski opat Danijel, Frank Fretellus, Bizantinec Ivan Fokas in Nemci Ivan iz Wurtzburga in Teoderik. Za njimi ni bilo nobenega očividca dogodkov vse do Viljema iz Tira, ki je bil nadškof v Tiru in jeruzalemski kancler. Viljem je začel pisati kroniko okrog leta 1167 in jo je pisal vse do smrti leta 1184. V kroniko je vključil mnogo podatkov o prvi križarski vojni in dogodkih v letih od Fulkove smrti do svojega časa. Mnogo podatkov je prepisal od Alberta iz Aachna in Fulka samega. Glavni vir informacij z muslimanske strani je Usama ibn Munkid, vojak in pogostokrat ambasador Damaska v Jeruzalemu in Egiptu. V njegovih spominih Kitab al i’tibar so zanimivi opisi križarske družbe na vzhodu. Mnogo podatkov so zbrali tudi popotniki, kot sta bila Benjamin iz Tudela in Ibn Jubair.

## Prebivalstvo
V 13. stoletju je Ivan Ibelinski naredil seznam fevdov in njihovih lastnikov. Na žalost je seznam posnetek stanja iz 12. in 13. stoletja in ne navaja niti ne-plemiškega niti ne-latinskega prebivalstva. Kraljestvo je bilo sprva v bistvu osamljena množica lojalnih podložnikov ter nekaj vitezov in plemičev, ki so izvrševali zakone in skrbeli za red v kraljestvu. Ko so v kraljestvo prišli trgovci iz Evrope in vitezi vojaških redov, se je stanje v kraljestvu izboljšalo. Število priseljencev je stalno naraščalo in delež frankovskih prebivalcev v kraljestvu je do leta 1180 narasel na 25-35 %. Vrnilo se je tudi mnogo muslimanov, ki so se takoj po padcu Jeruzalema razselili.
Število prebivalcev v kraljestvu je zelo težko je natančno oceniti. V mestih je živelo okrog 120.000 Frankov in 100.000 muslimanov, na podeželju pa še kakšnih 250.000 muslimanov in pravoslavnih katolikov. Viljem iz Tira je zapisal, da so leta 1183 naredili popis prebivalstva, da bi ugotovili, na koliko mož lahko računajo pri obrambi države  in koliko davkov bi lahko zbrali med prebivalci. Popisali so tako kristjane kot muslimane, njihovega števila pa Viljem, na žalost, ni zapisal. 
Kraljestvo je bilo organizirano po fevdalnem sistemu, ki je bil podoben evropskemu, imel pa je nekaj pomembnih razlik. Največja razlika je bila v tem, da je bilo majhno in je imelo malo obdelovalne zemlje. Za razliko od Evrope je imelo že od samega začetka urbano ekonomijo: lastniki zemlje so res bili plemiči, toda ti so raje živeli v Jeruzalemu ali drugih mestih, bliže kraljevemu dvoru in ne na svojem posestvu. Podobno kot v Evropi so imeli svoje vazale, sami pa so bili kraljevi vazali. Kakor koli že, kmetijsko proizvodnjo je obvladoval sistem iqta – muslimanski sistem zemljiškega lastništva in plačevanja davkov, ki ga križarji niso povsem porušili in je bil v grobem podoben evropskemu fevdalnemu sistemu.
Čeprav niso imeli muslimani, Judje in pravoslavni katoliki na podeželju nobenih pravic in so bili teoretično lastnina svojega zemljiškega gospoda, je bila tolerantnost do drugače verujočih zelo visoka, kot povsod na Bližnjem vzhodu. Grki, Sirci in Judi so živeli tako kot prej, podrejeni svojim zakonom in sodiščem, samo da so prejšnje muslimanske zemljiške lastnike zamenjali križarji. Najnižje na družbeni lestvici so bili seveda muslimani. 
Vodja muslimanske ali sirijske skupnosti je bi rais, nekakšen vaški poglavar, ki je bil sicer podrejen svojemu križarskemu plemiču, v njegovi odsotnosti pa je imel visoko stopnjo avtonomije. V mestih so bili muslimani in pravoslavni katoliki svobodni, v Jeruzalemu pa muslimani niso smeli živeti. Kljub temu so bili drugorazredni državljani in niso igrali nobene vloge niti v politiki niti v sodstvu in zanje vojaška služba ni bila obvezna. Enak družbeni položaj so imeli tudi državljani italijanskih mestnih držav ob sredozemski obali.
V kraljestvu je vedno živelo tudi neugotovljivo število muslimanskih sužnjev. Kristjani zahodne in vzhodne veroizpovedi po zakonu niso mogli biti prodani v suženjstvo, kar seveda ni veljalo za muslimanske vojne ujetnike in kristjane, če so jih ujeli muslimani. Pobeg verjetno ni bil težak in težave s pobeglimi sužnji so bile stalne. Edini zakoniti način, da so se muslimani izognili suženjstvu, je bil prestop v rimsko katoliške vero. 
Kraljestvo je mnogokrat poskusilo vzbuditi zanimanje za priseljevanje Evropejcev, ki bi zmanjšali gospodarsko odvisnost od nezanesljivega arabskega, sirijskega in grškega prebivalstva, vendar kakšnega večjega vala priseljencev nikoli ni bilo. Število frankovskih prebivalcev je bilo kljub prirastku vedno relativno majhno in temu primerno je majhna bila tudi njihova vojska. Pomanjkanje vojnih obveznikov so nekako rešili z ustanovitvijo vojaških redov templjarjev in ivanovcev, ki so na podeželju dostikrat nadomestili viteze. Uradni sedež obeh redov je bil v Jeruzalemu, vitezi sami pa so pogosto živeli po gradovih in so kupovali zemljo, ki je drugi plemiči niso več hoteli imeti. Templjarji in ivanovci so ustanavljali podružnice po Evropi in rekrute pošiljali v Sveto deželo, kar je še bolj utrdilo njihovo moč. Vojaški redi so bili neposredno podrejeni papežu in ne kralju. Bili so popolnoma samostojni in tehnično niso bili zavezani vojaški službi, v resnici pa so sodelovali v prav vseh odločilnih bitkah.
Po izgubi Jeruzalema leta 1187 je frankovsko in italijansko prebivalstvo skoraj v celoti pobegnilo v Evropo.

## Gospodarstvo
Zaradi pretežno meščanskega prebivalstva in prisotnosti italijanskih trgovcev se je v državi razvilo bolj trgovsko kot poljedelsko gospodarstvo. Palestina je bila vedno križišče trgovskih poti, zdaj pa se je trgovina razširila še na Evropo. Iz severne Evrope so uvažali predvsem volnene tkanine, v obratni smeri pa so potovale dobrine iz Azije. V Jeruzalemu je cvetela trgovina s svilo, bombažem in začimbami. V Evropo so prvič prišle pomaranče in sladkor, za katere je Viljem iz Tira rekel, da so »neizogibne za vsakdanjo rabo in zdravje«. Pridelovali so tudi pšenico, ječmen, stročnice, oljke, grozdje in datlje. Največji dobiček iz trgovine so imele italijanske države, tudi zaradi ugodnih trgovinskih pogodb, na primer Pactum Warmundi. Dobički iz trgovine z Bližnjim vzhodom je prav gotovo veliko vplivala na renesanso v teh državah. 
Jeruzalem je zbiral denar tudi z davki, najprej od obalnih mest, ki jih ni zasedel, kasneje pa tudi od sosednjih držav, na primer Damaska in Egipta, ki jih križarji niso zasedli. Ko je Baldvin I. zasedel Transjordanijo, so obdavčili tudi trgovske karavane iz Sirije, Egipta in Arabije. Z zbranim denarjem so delno rešili problem premajhnega števila vojaških nabornikov in plačevali najemniške vojake, kar se v Evropi ni dogajalo. Med najemniki so bili poleg Evropejcev pogosto tudi muslimani, med katerimi so bili najbolj znani Seldžuki.

## Šolstvo
Šolsko središče kraljestva je bil Jeruzalem. Najpomembnejša šola je bila v cerkvi Svetega groba, v kateri so se skupaj šolali otroci plemičev in otroci premožnejših trgovcev – Viljem iz Tira in bodoči kralj Baldvin III. sta bila celo sošolca. V šoli so poučevali samo osnove branja in pisanja latinščine, za višjo izobrazbo pa je bilo treba iti na kakšno univerzo v Evropi. Razvoj višjega šolstva v Jeruzalemu ni bil mogoč, ker je bilo vojskovanje mnogo bolj pomembno od filozofije in teologije. Plemstvo in frankovsko prebivalstvo je bilo kljub temu dokaj izobraženo. Med njimi je bilo mnogo pravnikov in klerikov, saj je bil študij prava, zgodovine in drugih akademskih predmetov priljubljena zabava tako v kraljevi kot v drugih plemiških družinah. 
Jeruzalem je imel bogato knjižnico, v kateri niso bila samo antična in srednjeveška latinska dela, ampak tudi arabska literatura, ki so jo verjetno zaplenili Usami ibn Munkidu in njegovemu spremstvu na vojnem pohodu leta 1150. V cerkvi Svetega groba je bil tudi kraljevi skriptorij, v katerem so pisali državne listine in druge pomembnejše dokumente. Poleg latinščine, ki je bila standardni evropski komunikacijski jezik, so se jeruzalemski križarji sporazumevali tudi v francoskem, italijanskem, grškem, armenskem in celo arabskem jeziku.

## Umetnost in arhitektura
Največji jeruzalemski arhitekturni podvig je bila prezidava in širitev cerkve Svetega groba v zahodnem gotskem slogu. V razširjeno cerkev so bile vključene vse bližnje kapelice, dela pa so zaključili leta 1149. Izven Jeruzalema so gradili predvsem gradove in trdnjave. Med njimi so najbolj znani grad Al-Karakk in Montreal v Oultrejordainu ter Ibelin v bližini Jaffe.
Križarski slog je bil mešanica zahodnega, bizantinskega in islamskega sloga. Večja mesta so imela kopališča, vodovod in kanalizacijo, česar večina mest po Evropi ni imela. Najlepša primerka križarske umetnosti sta Melisendin psalter, ilustriran rokopis, ki je nastal med letoma 1135 in 1143 in je shranjen v Britanski knjižnici in vklesane Nazaretske kapitale. Priljubljene so bile tudi slike in mozaiki. Na žalost so jih v 13. stoletju mnogo uničili Mameluki.

## Uprava in pravni sistem
Ko se je prva križarska vojna končala, je Godfrej razdelil zemljo svojim zvestim vazalom in v kraljestvu je nastala množica zemljiških posestev. Zemljo so delili tudi njegovi nasledniki, pri tem pa so jim pomagali številni državni uradniki. Ker so plemiči raje živeli v Jeruzalemu, kot na podeželju, so imeli na kralja večji vpliv, kot bi ga imeli v Evropi. Plemiči so ustanovili haute cour (zgornji dom), eno najzgodnejših oblik parlamenta, ki se je razvijal tudi v zahodni Evropi. Zgornji dom so sestavljali škofi in višje plemstvo. Odgovoren je bil za volitev novega kralja ali regenta, če je bilo potrebno, zbiranje davkov, kovanje denarja, dodeljevanje denarja kralju in vzdrževanje vojske. Haute cour je bil edino pravno telo, ki je bilo pristojno za plemstvo. Preiskoval je težka kriminalna dejanja, se pravi umore, rope in izdaje in razsojal tudi v manj pomembnih zadevah, na primer o odškodninah za sužnje, nakupu in prodaji fevdov in kršitvah službenih dolžnosti. Možne kazni so bile zaplemba posestva in izgon, v izjemnih primerih tudi smrt. 
Prve pisne zakone, tako pravi izročilo, je uvedel Godfrej Bouillonski, verjetno pa jih je uvedel že Balduin II. na koncilu v Nablusu leta 1120. Resnici je težko priti do dna, ker je najstarejši ohranjeni zakonik šele z začetka 13. stoletja - Jeruzalemske sodbe.
Poleg sodišča za plemstvo so obstojala tudi nižja sodišča za ne-plemiče in ne-Latince. Ne-Latincem je delilo pravico Sodišče Cour des Bourgeois. Razsojalo je predvsem o lažjih kriminalnih dejanjih, na primer ropih in tatvinah in v sporih med ne-Latinci, ki so imeli manj zakonskih pravic. Posebna sodišča, na primer Cour de la Fond, je razsojalo v trgovinskih sporih, v obalnih mestih pa so bila sodišča admiralitete Cour de la Mer. Pred ustanovitvijo kraljestva so na Bližnjem vzhodu delovala islamska in pravoslavna sodišča, podatkov o tem, ali so se ohranila in v kakšnem obsegu, pa ni. Rais je na lokalnem nivoju verjetno imel tudi nekaj zakonskih pooblastil. Za težka kriminalna dejanja je bilo za ne-Latince pristojno sodišče Cour des Bourgeois za zelo težke zločine pa celo Haute cour.
Na čelu Haute cour je bil kralj, čeprav je bil po zakonu enak med enakimi - primus inter pares. Kralj in sodišče sta bila običajno v Jeruzalemu. Ker je bil vstop v mesto muslimanom prepovedan in je bilo mesto zato malo naseljeno, je sodišče pogosto zasedalo v drugih večjih mestih – Akka, Nablusu in Tir – ali kje drugje, če je bilo potrebno.

## Jeruzalemsko kraljestvo sredi 12. stoletja

### Edesa in Damask
Baldvina II. je leta 1131 nasledila hči Melisenda, ki je vladala skupaj s svojim možem Fulkom, bivšim grofom Anžujskim. Med njenim vladanjem je Jeruzalem doživel največji razcvet gospodarstva in umetnosti. Fulk, ugleden vojaški poveljnik, se je soočil z novim, doslej neznanim in bolj nevarnim sovražnikom, atabegom Zengijem iz Mosula. Fulku je uspelo vse Zengijeve napade odbiti, vendar ga je Viljem iz Tira kljub temu kritiziral, da ni dovolj zavaroval jeruzalemskih meja. Proti njemu so se obrnile tudi križarske države na severu. Leta 1143 je Fulk v nesreči na lovu umrl. Zengi je njegovo smrt takoj izkoristil in leta 1144 osvojil Edeso. Kraljica Melisenda, ki je postala ragentka v imenu svojega starejšega sina Baldvina III., je na čelo vojske postavila upravnika Menasesa Hiergesa, leta 1147 pa so v kraljestvo prišli križarji drugega križarskega pohoda. 
Med Fulkovim vladanjem je bil z emirjem Damaska sklenjen sklenjen mirovni sporazum, s katerim sta državi zadržali napredovanje Zengija in njegovega sina Nur ad-Dina proti jugu. Na srečanju v Akki leta 1148 sta se križarska kralja Ludvik VII. Francoski in Konrad III. Nemški dogovorila, da bosta kljub sporazumu napadla Damask, ker sta v njem videla lahek plen. Mladi Baldvin III. Jeruzalemski se je z odločitvijo strinjal, da bi na slavna monarha naredil močan vtis. Sklepu sta ostro nasprotovala kraljica Melisenda in upravnik Manasses, ker bi, po njunem mnenju, moral biti cilj vojnega pohoda Alep, katerega osvojitev bi odprla pot v zasedeno Edeso.
Obleganje Damaska leta 1148 se je končalo s katastrofalnim porazom križarjev, ki je pomenil tudi konec druge križarske vojne.

### Zavezništvo z Bizantinskim cesarstvom
Melisenda je vladala kot regentka, dokler ni Balduin odrasel. Leta 1153 je Baldvin strmoglavil njeno vlado in dogovorila sta se za delitev kraljestva: Baldvin je vladal severno od Akke, Melisenda pa južno od Jeruzalema. Oba pa sta se zavedala, da je takšno stanje nevzdržno in Baldvin je kmalu začel osvajati materino ozemlje, porazil Manasesa in oblegal svojo mater v Davidovem stolpu v Jeruzalemu. Melisenda se je vdala in se umaknila z oblasti, toda Baldvin jo je že naslednje leto spet razglasil za regentko in glavno svetovalko. Kmalu zatem je osvojil Askalon, zadnjo utrdbo Fatimidov na palestinski obali, toda razmere v kraljestvu so se kljub temu začele slabšati, ker je Nur ad-Dinu uspelo osvojiti Damask in združiti Sirijo pod svojo oblastjo. 
Baldvin se je moral spoprijeti z velikimi težavami: pestilo ga je kronično pomanjkanje vojakov in opreme za obrambo kraljestva. Razmere so se še poslabšale, ker je oskrbovanje iz Evrope skoraj v celoti presahnilo. Edini zaveznik, ki bi mu lahko pomagal, je bil bizantinski cesar. Baldvin III. je sklenil prvo neposredno zavezništvo z Bizantinskim cesarstvom v zgodovini Jeruzalemskega kraljestva, tako da se je poročil z Teodoro Komneno, nečakinjo cesarja Manuela I. Komnena, Manuel pa je poročil Baldvinovo sestrično Marijo. Zgodovinar križarskih vojn Viljem iz Tira je zapisal, da so upali, da bo Manuelu uspelo »z njegovim obilnim bogastvom omiliti stisko, ki je doletela naše kraljestvo in pretvoriti našo revščino v veliko bogastvo«.
Baldvin je leta 1162, leto za svojo materjo Melisendo, umrl brez potomcev. Prestol je nasledil brat Amalrik I., ki je obnovil zavezništva, ki jih je sklenil Baldvin. Pomen zavezništev se je pokazal že leta 1164, ko so križarji doživeli strašen poraz v bitki pri Harimu, malo pred Antiohijo. Antioški knez Bohemund III. je bil tačas skupaj z mnogimi drugimi veljaki v Nur ad-Dinovem ujetništvu in Almarik se je bal, da bo Antiohija padla. Cesar Manuel je takoj poslal na pomoč veliko vojsko in Nur ad-Din se je umaknil. Malo zatem je Manuel odkupil tudi antioškega kneza. 
Za Almarikovo vladanje je značilno tekmovanje z Manuelom na eni strani ter Nur ad-Dinom in njegovim prebrisanim generalom Saladinom na drugi strani. Cilj tega tekmovanja je bila prevlada nad Egiptom. Amalrikova prva odprava v Egipt se je začela leta 1163. Po dolgi vrsti zavezništev in protizavezništev med Amalrikom, vezirji Egipta in Nur ad-Dinom se je do leta 1169 še štirikrat odpravil v Egipt. Pohode je podpiral cesar Manuel in Amalric se je zato poročil z njegovo nečakinjo Marijo Komneno. Manuel mu je leta 1169 poslal na pomoč ladjevje kakšnih 300 ladij in začeli so oblegati egiptovsko pristaniško mesto Damietto. Zaradi popolnega razdora med križarji in Bizantinci je osvojitev Egipta propadla. Bizantinsko ladjevje je imelo zaloge samo za štiri mesece in preden so bili križarji pripravljeni na napad, so jim zaloge že skoraj pošle, tako da so se morali umakniti. 
Za poraz so krivili drug drugega, istočasno pa so se zavedali, da so drug od drugega zelo odvisni. Zavezništvo je vzdržalo in začeli so načrtovati nov pohod na Egipt, ki je seveda spet propadel. Nazadnje je zmago slavil Nur ad-Din in na egiptovski prestol postavil Saladina. Leta 1174 sta Amalric in Nur ad-Din umrla. Saladin je svojo oblast takoj razširil na Sirijo in popolnoma obkrožil križarsko kraljestvo, po smrti cesarja Manuela leta 1180 pa je Kraljestvo Jeruzalem izgubilo še zadnjega močnega zaveznika.

### Razdejanje in okrevanje
Amalrika je nasledil sin Baldvin IV. Jeruzalemski, ki je bil že od zgodnjega otroštva gobav. Kljub temu se je izkazal kot učinkovit in energičen kralj in vojaški poveljnik. Na dvor se je vrnila njegova mati Agneza Kurtenejska in na mesto jeruzalemskega patriarha postavila cezarejskega nadškofa Herakliusa, kar je povzročilo veliko zamero pri njegovemu tekmecu Viljemu iz Tira. 
Ko je bil Baldvin IV. še mladoleten, je kot baillis oziroma regent vladal grof Rajmond III. Tripolilski. Baldvin je postal polnoleten leta 1176 in regentstvo, kljub njegovi bolezni, ni bilo več potrebno, Rajmond pa je prestol kljub temu zahteval zase. Bil je namreč kraljev najbližji sorodnik po moški strani. Da bi ublažil pritisk nase, se je kralj občasno obrnil na svojega strica, Joscelina III. Edeškega, ki je zaključil, da Kurteneji kot sorodniki po ženski liniji, ne morejo biti nasledniki jeruzalemskega prestola.
Bolni Balduin ni imel nobenega potomca, zato bi njegovi naslednici lahko bili sestra Sibila in polsestra Izabela. Balduinovi svetovalci so zaključili, da bi se morala Sibila poročiti s kakšnim plemičem z zahoda in doseči podporo Evrope, zato so jo leta 1176 poročili z Viljemom Montferraškim, bratrancem kralja Ludvika VIII. in Friderika Barbarosse. Viljem je na žalost že nekaj mesecev zatem leta 1177 umrl, Sibila pa je nosila bodočega kralja Baldvina V. 
Baldvin IV. je leta 1177 porazil Saladina v bitki pri Montgisardu in dal Jeruzalemu nekaj predaha med stalnimi Saladinovimi napadi. Njegovo nasledstvo je bilo kljub temu polno težav. Leta 1180 je preprečil poskuse Rajmonda Tripolijskega, da bi Sibilo poročil z Baldvinom Ibelinskim, tako da je sam organiziral njeno poroko z Guyem Lusignanskim. Guy je bil mlajši brat Amalrika Lusinjanskega, ki se je na dvoru že dokazal in so ga podpirali tudi Kurteneji. Še bolj pomembno, tudi v mednarodnem merilu, je bilo to, da bi bili Lusinjani koristni kot vazali Baldvinovega in Sibilinega bratranca kralja Henrika II. Angleškega. Baldvin je zaročil tudi Sibilo, čeprav je imela komaj osem let, s Humphreyem IV. Toronskim, pastorkom vplivnega Rajnalda Chatillonskega in jo na ta način umaknil pred vplivom Ibelinov in njene matere. Guy je bil imenovan za baillisa med kraljevimi napadi bolezni. 
Leta 1183 se je Izabela med Saladinovim obleganjem Keraka poročila s Humphreyem. Baldvina so, oslepelega in hromega, na nosilnici v spremstvu njegove matere prinesli na mestno obzidje. Bil je razočaran nad vojaškimi sposobnostmi svojega namestnika Guya, zato je sklenil, da bo Sibili in Guyu onemogočil dedovanje prestola. Za svojega naslednika Baldvina V. je okronal Sibilinega sina z Baldvinom Montferraškim, čeprav je imel fant komaj pet let. 
Nasledstvena kriza je povzročila iskanje pomoči na zahodu: leta 1184 je po evropskih dvorih potoval patriarh Eraclius, toda pomoči ni dobil. Kronist Ralph Niger je zapisal, da sta njegovo ogromno spremstvo in razkošna oblačila užalila mnogo zahodnjakov. Dobili so namreč občutek, da je vzhod tako bogat, da ne potrebuje nobene pomoči. Eraclius je ponudil kraljestvo Filipu II. Francoskemu in Henriku II. Angleškemu. Henrik je bil Fulkov vnuk in bratranec jeruzalemske kraljeve družine, zato je pred umorom Thomasa Becketa obljubil pomoč, po umoru pa je raje ostal doma, da bi branil svoje ozemlje. Na pomoč svojemu vnuku je prišel edino Viljem V. Montferraški.
Baldvin V. je spomladi 1185 umrl in kralj je postal Baldvin V.. Njegov regent je bil Rajmond Tripolijski, skrbnik pa stari stric Joscelin Edeški. Bil je bolehen otrok in je poleti 1186 umrl. Kraljestvo je prešlo na mater Sibilo pod pogojem, da se njena poroka z Guyem razveljavi. Sibila se je s tem strinjala pod pogojem, da si naslednjega moža lahko izbere sama. Zakon ni bil razveljavljen in Sibila je takoj po svojem kronanju sama okronala še Guya. Rajmond in Ibelini so poskusili narediti državni udar in na prestol postaviti Baldvinovo in Sibilino polsestro Izabelo in njenega moža Humphreya Toronskega. Humphrey je pobegnil k Guyu, razočarani Rajmond pa se je vrnil v Tripoli. Kraljestvo je zapustil tudi Baldvin Ibelinski.

### Izguba Jeruzalema in tretja križarska vojna
Guy se je izkazal kot katastrofalen vladar. Njegov zvesti zaveznik Rajnald Chantillonski, vladar Transjordanije in Keraka, je z napadi na muslimanske karavane in neposrednim ogrožanjem same Meke izzval Saladina v odkrito vojno. Stvari so se še poslabšale, ko je Rajmond sklenil s Saladinom zavezništvo proti Guyu in dovolil muslimanom, da zasedejo njegov fevd v Tiberiasu. Guy je bil tik pred tem, da napade Rajmonda še pred združitvijo z Balianom Ibelinskim leta 1187. Po združitvi se nista mogla dogovoriti za natančen načrt napada in 4. julija 1187 sta v bitki pri Hattinu doživela katastrofalen poraz. Rajnalda so usmrtili, Guya pa zaprli v Damasku. V naslednjih nekaj mesecih je Saladin z lahkoto pregazil celo kraljestvo, razen pristanišča Tir, ki ga je spretno branil Konrad Montferraški.
Padec Jeruzalema je pomenil tudi padec prvega Jeruzalemskega kraljestva. Večini prebivalcev so po plačilu odkupnine dovolili oditi v Tir, Tripoli ali Egipt, od koder so se mnogi vrnili v Evropo. Tiste, ki niso mogli plačati odkupnine, so prodali v suženjstvo.  Padec mesta je šokiral Evropo in sprožil Tretjo križarsko vojno. Vojna se je začela leta 1189. Vodila sta jo angleški kralj Rihard Levjesrčni in nemški kralj Friderik Barbarossa, ki pa je po poti umrl.
Leta 1189 je Guy Lusinjanski začel oblegati Akko. Med dolgotrajnim obleganjem, ki je trajalo vse do leta 1191, so patriarh Eraclius, kraljica Sibila in njene hčerke zaradi bolezni pomrli. Po Sibilini smrti leta 1190 Guy ni več imel zakonskih pravic do kraljestva in nasledstvo je pripadlo Izabeli. Njena mati Marija in Ibelini, zdaj zvesti Konradovi zavezniki, so ugovarjali, češ da njena poroka s Humphreyem ni zakonita, ker je bila takrat mladoletna in poroko so, kljub oporekanju, razveljavili. Sledilo je prerekanje o nasledstvu med Amalricom I in Agnezo na eni strani ter Sibilo in Guyem na drugi. Nazadnje se je Konrad, ki je bil najbližji sorodnik Baldvina V po moški strani in se je že dokazal kot sposoben vojaški poveljnik, poročil z Izabelo, vendar mu Guy krone ni hotel izročiti. 
Ko sta leta 1191 v tretji križarski vojni na Bližnji vzhod prišla kralja Rihard I. Angleški in Filip II. Francoski, so nasledstveni spori še trajali. Kralja sta se postavila vsak na svojo stran: Rihard je podpiral Guya, svojega vazala iz Poitouja, Filip pa Konrada, bratranca svojega očeta Ludvika VII. Zaradi slabega počutja in slabega zdravja se je Filip kmalu po padcu Ake leta 1191 vrnil domov, Rihard pa je v bitkah pri Arsufu leta 1191 in Jafi leta 1192 dvakrat porazil Saladina in zavzel večino obale. Kraljestvo si kljub temu ni opomoglo in razširilo svojega ozemlja globlje na celino. Aprila 1192 je bil za kralja enoglasno izvoljen Konrad, nekaj dni kasneje pa so ga ubili. Čez osem dni se je noseča Izabela poročila z grofom Henrikom II. Šampanjskim, Rihardovim in Filipovim nečakom. Za odškodnino je Guy prodal Rihardu Kraljestvo Ciper. 
Tretja križarska vojna se je končala s podpisom mirovne pogodbe v Ramli leta 1192. Saladin je romarjem zagotovil varnost, s čimer so križarji izpolnili svojo zaobljubo in se vrnili domov, domači križarski velikaši pa so iz Ake in drugih obalnih mest poskušali obnoviti kraljestvo. Kmalu po Rihardovem odhodu je Saladin umrl in v njegovem kraljestvu se je začela državljanska vojna.

## Kraljestvo Akka
Naslednjih sto let je bilo Kraljestvo Jeruzalem drobna državica, naslonjena na sirijsko obalo. Glavno mesto je bila Akka, ki je obvladovala večino obale današnjega Izraela. Kraljestvo je imelo še nekaj pomembnih trdnjav in mest: Jaffo, Arsuf, Cezarejo,Tir, Sidon in Bejrut. V najboljših časih so bili v kraljestvu tudi Askalon in nekaj trdnjav v notranjosti ter Kneževina Antiohija in Grofija Tripoli. 
Novi kralj, Henrik Šampanjski, je leta 1197 umrl in Izabela se je zatem že četrtič poročila, tokrat z Amalrikom Lusinjanskim, Guyevim bratom. 
Po propadu tretje križarske vojne, so takoj napovedali četrto križarsko vojno, ki pa se je končala v Carigradu in ne v Sveti deželi. 
Leta 1206 sta Izabela in Amalrik umrla in na prestol je prišla nedorasla Izabelina in Konradova hčerka Marija Montferratska. Leta 1210 se je Marija poročila z izkušenim šestdesetletnikom Ivanom Brienijem in leta 1212 na porodu umrla. Ivan Brienij je še naprej vladal kot regent njihove hčerke Jolande. 
Želja po obuditvi kraljestva je stalno tlela in iz nje se je rodila Peta križarska vojna, v kateri so poskušali Jeruzalem osvojiti iz egiptovskega pristaniškega mesta Damieta. V vojni je sodeloval je tudi kralj Ivan, toda vojna je propadla. 
Ivan je nato potoval po Evropi in iskal pomoč. Našel jo je samo pri cesarju Frideriku II., ki je leta 1228 povedel križarje v šesto križarsko vojno. Cesarju Frideriku je uspelo z ajubidskim sultanom Al-Kamilom skleniti pogodbo, s katero je brez boja dobil Jeruzalem, Betlehem in Nazaret ter številne gradove in utrdbe. Domače plemstvo, ki si je vojaško nekoliko opomoglo, se je pod vodstvom regenta Ivana Ibelinskega uprlo cesarjevim poskusom, da bi vzpostavil svojo oblast. Sledilo je nekaj vojaških spopadov na celini in na Cipru.

## Padec Jeruzalema 1244
Jeruzalemsko kraljestvo si je opomoglo za prav malo časa, ker je bilo njegovo ozemlje premajhno, da bi se ga dalo  braniti. Leta 1244 so Ajubidi pozvali turška plemena iz Horezma, od koder so jih pregnali Mongoli, naj osvojijo Jeruzalem. Sledilo je obleganje in padec mesta. Popolno uničenje Jeruzalema je vzpodbudilo francoskega kralja Ludvika IX., da je zbral vojsko za Sedmo križarsko vojno. Uspeh pohoda je bil zelo skromen, ker so Ajubide in Horezmijce medtem zamenjali mnogo močnejši Mameluki.
Kraljestvo je bilo zdaj popolnoma odvisno od močnih evropskih vladarjev. Od leta 1129 do 1268 je nosil krono Jeruzalemskega kraljestva eden od evropski kraljev, vladanje na Bližnjem vzhodu pa je bilo prepuščeno Haute couru.
Kralje so v Jeruzalemu predstavljali njihovi bailliji in regenti. Naslov Kralja Jeruzalema je najprej nosil Konrad IV. Nemški, sin Friderika II. in Jolande, za njim pa njegov sin Konradin. Po njegovi smrti je naslov prešel na Huga III. Ciprskega. Ozemlje, ki ga je nasledil v sporih med plemstvom s Cipra in s celine, je obsegalo ostanke Grofije Tripoli in Kneževine Antiohije.  
Po Sedmi križarski vojni se v Evropi za kraljestvo nihče več ni brigal. Leta 1277 si je Karel Anžujski od kandidata za prestol kupil naslov »Kralj Jeruzalema«, vendar sam nikoli ni prišel v Ako. Tja ja poslal svojega zastopnika, ki ga je domače plemstvo zavrnilo. 
Kljub negotovi geopolitični situaciji je frankovskemu kraljestvu uspelo obdržati svoj ekonomski in politični vpliv. Njihovim diplomatom je uspevalo sejati razdor med muslimanskimi vladarji, pri čemer so izkoriščali celo strah vzbujajoče Asasine, tako kot muslimanski vladarji. V kasnejših letih so jih začeli iz Egipta ogrožati Mameluki, katerim so se poskusili upreti z zavezništvom Mongoli. Mongoli so bili kristjanom naklonjeni in nekaj frankovskih plemičev je okoli leta 1250 celo priznalo njihovo nadoblast. Mongoli so uspešno prodrli vse do Damaska, dokler jih leta 1260 niso v bitki pri Ain Julutu popolnoma porazili Mameluki. Porazu sta sledila samo še dva pohoda v Palestino leta 1260 in 1300.
Mamelukom je nazadnje uspelo očistiti ves Bližnji vzhod. Leta 1291 ja sultan Halil osvojil še zadnje močno križarsko oporišče Ako. Zasedba mesta je bila manj milostna kot Saladinova zasedba Jeruzalema pred sto leti: večino frankovskega prebivalstva so pobili ali prodali v suženjstvo. Po padcu Ake je Jeruzalemsko kraljestvo na celini ugasnilo. Ciprski kralji so sicer še več desetletij kovali načrte za ponovno osvojitev Svete dežele, vendar jim to ni uspelo. 
Naslov jeruzalemskega kralja si je v naslednjih sedmih stoletjih vse do danes lastilo mnogo evropskih monarhov.